# Police de la Hongrie
La Police de la Hongrie (en hongrois : Magyarország Rendőrsége) est la police d'État en Hongrie. Elle a été créée en 1990 sous sa forme actuelle, en rupture avec la police d'État sous le communisme. Elle dépend à la fois du ministère de l'Intérieur et de la Capitainerie principale nationale, dont le capitaine principal est nommé par le Premier ministre de Hongrie.

## Histoire

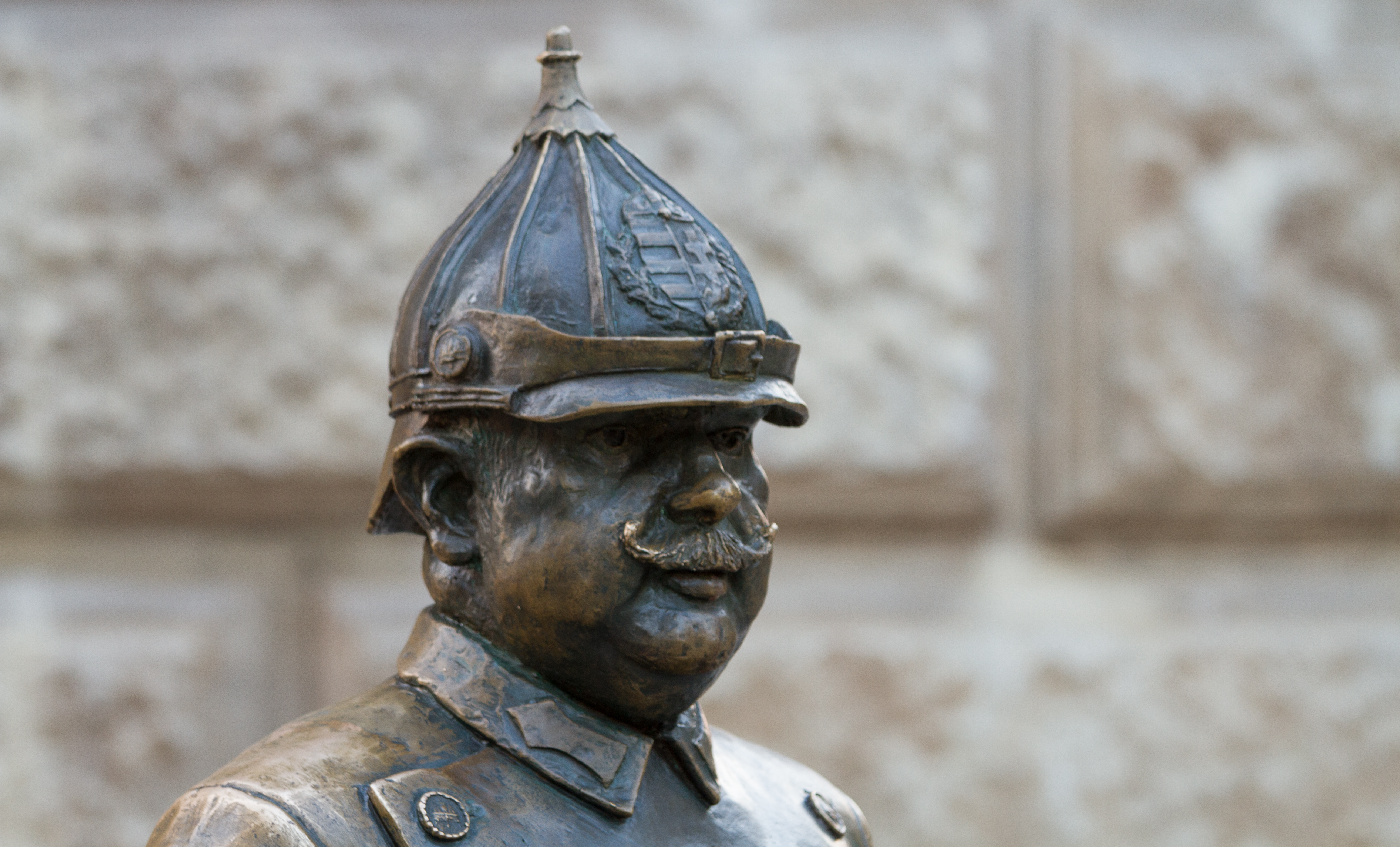
Statue de policier budapestois avec son casque Zrínyi, Zrínyi utca à Budapest.

Au XIXe siècle, les missions de police sont gérées à l'échelle des villes du royaume. La première police étatisée est celle de Budapest en 1873, à la suite de la fusion des villes de Buda, Pest et Óbuda. Au début du XXe siècle, celle-ci dispose des principaux atouts des polices modernes européennes : une spécialisation des unités (maintien de l'ordre public, investigation, régulation de la circulation automobile), une capacité de déploiement importante, mais aussi un uniforme, reconnaissable au casque Zrínyi. 
Le processus d'étatisation des autres polices urbaines est enclenché le 17 juin 1886 avec l'organisation du premier congrès des capitaines de police par Ede Nékám. Dans les années qui suivent, Sándor Hegedüs, alors capitaine principal de la police de Szilágysomlyó, milite activement à l'unification des forces locales de l'ordre, au profit d'une organisation nationale intégrée. Le 17 décembre 1907 est fondée l'Union nationale des fonctionnaires de police de Hongrie (Magyarországi Rendőrtisztviselők Országos Egyesülete), dans laquelle 67 villes sont représentées. 
L'étatisation des polices de province survient en 1919-1920 à la faveur d'une grande réforme de l'administration et de l'organisation territoriale du pays. Le pays est divisé en sept arrondissements : les capitaineries principales de Budapest, Debrecen, Miskolc, Pécs, Szeged, Székesfehérvár et Szombathely sont alors créées. Le 1er juin 1932, ce système déconcentré est remis en cause : il est créé une seule capitainerie pour les polices de province ; à l'échelle des territoires, ce sont désormais des vice-capitaines qui officient, avec des pouvoirs plus limités. En 1940, la capitainerie principale de la police de province compte 84 capitaineries locales, 13 postes de police à la frontière, une capitainerie chargée de la zone frontalière et 7 postes de police fluviale. Alors que la police de province étend sa juridiction sur 17 villes de droit municipal, 63 villes de droit comital et 26 communes, la police de Budapest administre également les forces de l'ordre de 5 villes de droit comital et 2 communes.

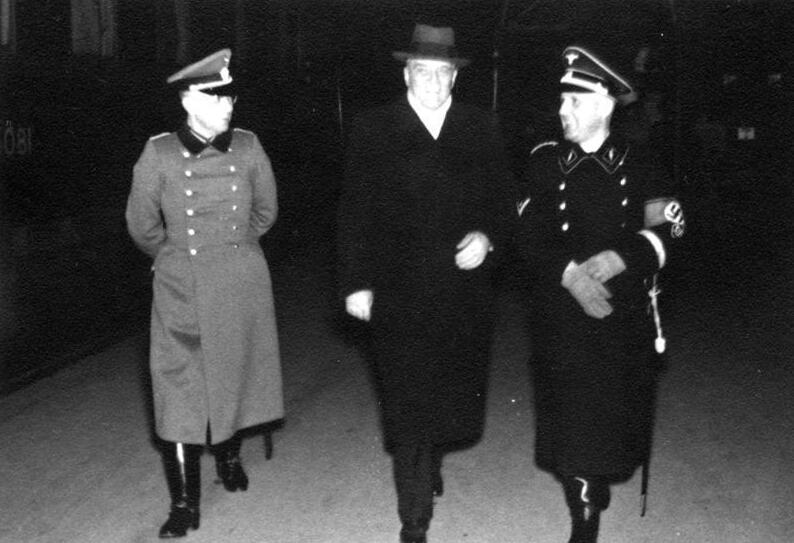
Visite d'une délégation de la police hongroise à Berlin en 1939.

Lors de l'occupation allemande de la Hongrie en 1944, les missions de maintien de l'ordre sont prises en charge par l'armée du Troisième Reich. De nombreux dirigeants de la police hongroise sont destitués. Durant la même année, la police hongroise est intégrée à l'armée hongroise et parvient sous la juridiction du ministère de la Défense. C'est ainsi que de nombreux policiers participent aux combats en Subcarpathie et Transylvanie, lesquels déplorent alors de nombreuses pertes humaines dans leurs rangs. 
Le gouvernement provisoire du 4 janvier 1945 déclare comme prioritaire la restauration de l’État de droit et de l'Ordre public en Hongrie. L'enjeu est de restaurer rapidement le maillage territorial des forces de police et sa capacité d'intervention. En septembre 1945, l'enrôlement des femmes est autorisé. Après la restructuration de la police de Budapest, la police de province est réorganisée : désormais, les capitaineries principales fonctionnent à l'échelle de villes de droits municipal et comital. Après la réforme territoriale de 1946, les capitaineries principales ne sont maintenues que dans les nouveaux chefs-lieux des comitats. 
Le 2 février 1946, un premier capitaine principal est nommé à l'échelle nationale. En 1949, l'unification nationale des forces de police se poursuit avec une réorganisation territoriale en neuf circonscriptions, parmi lesquelles celle de Budapest. La division ancienne entre capitale et province est ainsi supprimée. 
En 1953, les ministères chargés de l'Intérieur et de la police secrète sont fusionnés. Les capitaineries sont supprimées au profit d'une organisation en directions centralisées, lesquelles assurent la protection de l’État, les missions de police, la gestion des prisons, le contrôle des airs et les services anti-incendie. Les personnels et moyens techniques sont aussi centralisés. La responsabilité des directions est souvent confiée à des agents de la sécurité d’État proches du régime communiste. Sous le communisme, la police connaît un véritable déploiement local : des commissariats de quartier sont mis en place et des corps de policiers volontaires sont créés en 1955. 
Lors de l'insurrection de Budapest en 1956, le rôle de la police hongroise est ambivalent et non dénué de contradictions. Pris entre plusieurs légitimités lors de cette guerre civile, les agents de police ne reçoivent que l'instruction d'agir, sans précision sur les objectifs à atteindre. Très vite, les plus petites brigades de Budapest sont désarmées. Les volontés d'unification de la police de province ont pour conséquences l'absence de présence policière dans de nombreuses localités, laquelle est compensée par la création d'une garde nationale chargée de protéger les individus et les biens. Le 4 novembre 1956, la reprise en main de l'insurrection par les Soviétiques a pour conséquence un nettoyage de la hiérarchie policière afin d'assurer la loyauté des dirigeants au régime communiste.

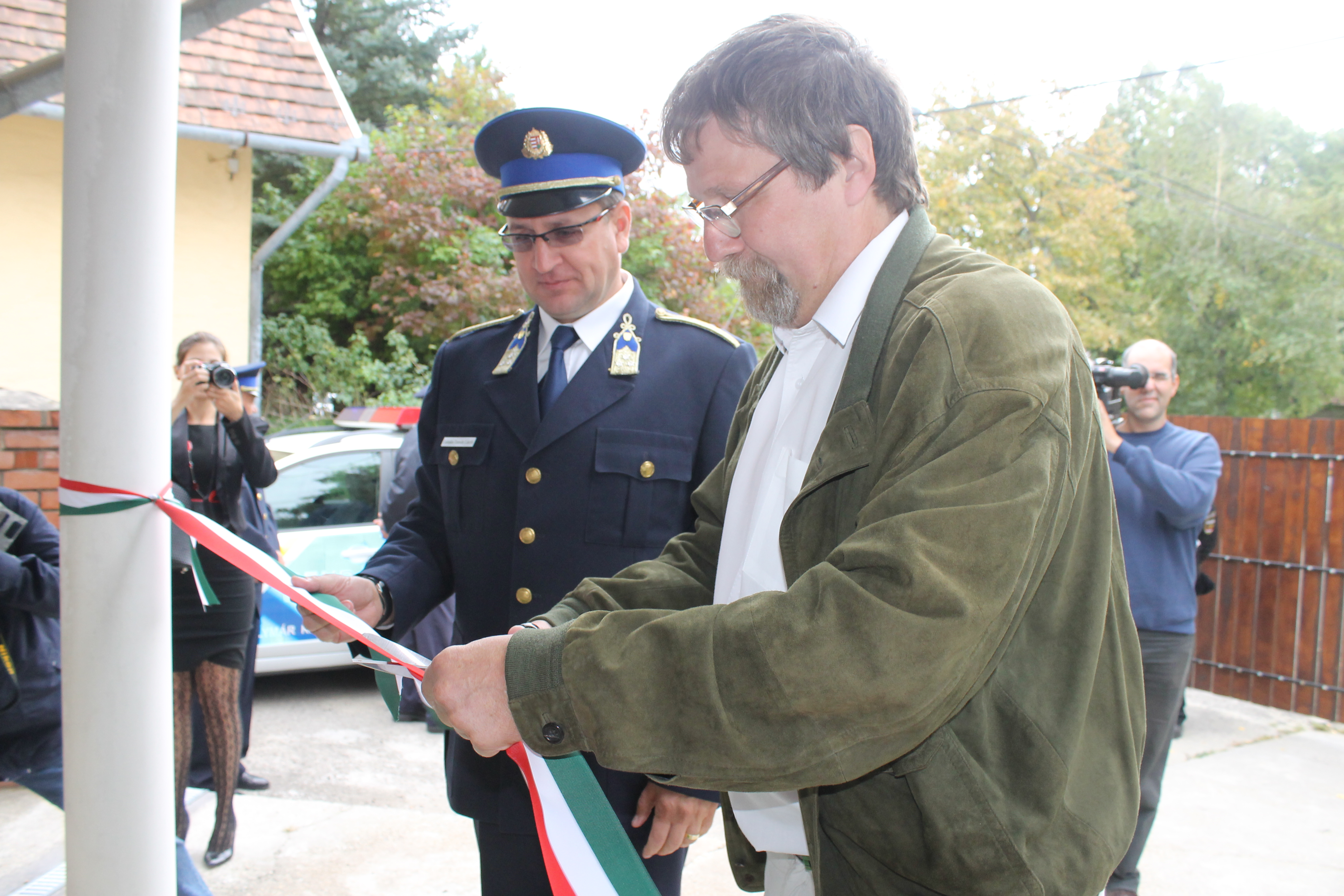
Inauguration d'un poste de police en 2013.

L'organisation actuelle de la Police hongroise date de décembre 1956, avec la création d'une Capitainerie principale nationale (Országos Rendőrfőkapitányság) laquelle coordonne les capitaineries principales à l'échelle des comitats et de Budapest. L'unification de la police d’État est alors définitive. En 1990, la police d’État se débarrasse de la police secrète politique, marquant une rupture fondamentale avec le régime communiste. 
Depuis 1990, la Police de la République hongroise est sous la responsabilité conjointe de la Capitainerie principale nationale et du ministère de l'Intérieur. Entre 2006 et 2010, le ministère de tutelle est le ministère de la Justice.

## Organisation
La Police de la République hongroise dépend conjointement du ministère de l'Intérieur et de la Capitainerie principale nationale (ORFK), dont le chef est nommé par le Premier ministre. L'ORFK coordonne d'une part l'action des capitaineries déconcentrées, lesquelles jouissent d'une certaine autonomie de fonctionnement à l'échelle des comitats et de la ville-capitale et coordonnent elles-mêmes l'action des forces de l'ordre au niveau local. L'ORFK dirige à l'échelle nationale les autres directions et corps de la Police hongroise, dont la Police d'intervention, la Direction de la police aéroportuaire, le centre d'expertise et de recherche en affaires criminelles, ainsi que la direction des douanes.

## Équipement
- Armes à feu:
  - FÉG
  - HK USP
  - Heckler & Koch MP5
  - Mitrailleuse AMD-65
  - Mitrailleuse Kalachnikov
  - SVD
  - Carabine Gepard
  - Uzi
  - Gaz CS
  - MK-9 et MK-4
  - lance-grenades 40 mm

- Véhicules utilisés actuellement :
  - Ford Focus
  - Ford Mondeo
  - Lada Niva
  - Skoda Felicia
  - Skoda Octavia
  - Suzuki Ignis
  - Suzuki Wagon R
  - Nissan Navara
  - Volkswagen Golf

- Véhicules anciennement utilisés :
  - Lada 2101
  - Lada 2105
  - Lada 2107